# Амигдалијес
Амигдалијес (грч. Αμυγδαλιές) је насељено место у општини Гребен у периферији Западна Македонија, Грчка. Према попису из 2021. године било је 307 становника.
Према бугарском географу и историчару, Василу Канчову, у Амигдалијесу је 1900. године живело 484 Грка. Село се раније звало Пикровеница.